# Dobrovoljni rad
Dobrovoljni rad (ili od francuske posuđenice: volonterstvo, volontarijat) jest rad osobe koja obavlja posao za dobrobit drugih bez financijske naknade. Najčešća vrsta dobrovoljnog rada je sudjelovanje u aktivnostima nevladinih organizacija pojedinačno ili kao dio dobrovoljnog društva ili dobrovoljne skupine. 
Razlozi za uključenje u dobrovoljni rad obično su moralne prirode i ovise o individualnim pristupu sustavu vrijednosti. Uključuje se uglavnom radi pružanja pomoći drugim ljudima te kako bi se svijet koji ih okružuje promijenio na bolje.

## Motivacija za dobrovoljni rad
Motivacija za svaku osobu koja radi dobrovoljno je individualna. Često je čini kombinacija sljedećih čimbenika: 
- altruizam – dobrovoljac želi biti koristan drugima i to dobrovoljcu čini zadovoljstvo
- kvaliteta života – dobrovoljac jedan dio svojega vremena posvećuje drugima i doživljava to kao aktivni odmor
- osjećaj dobrovoljca da okolina cijeni njihov rad i zalaganje
- vjerski razlozi – pružanje pomoći drugim ljudima kao duhovna obaveza ili sredstvo za postizanje višeg stupnja duhovnosti
- skupljanje stručnog iskustva – dragovoljni rad pruža mogućnost skupljanja iskustva koje može biti uključeno u profesionalni životopis i povećati vrijednost za buduće poslodavce
- socijalni razlozi – dobrovoljni rad može biti dobar način za upoznavanje određenog broja različitih ljudi, a često je i mogućnost za stjecanje novih prijatelja.

## Dobrovoljne institucije
U Hrvatskoj spadaju među najveće rasprostranije i najstarije organizacije povezanih s dobrovoljnim radom: 
- dobrovoljna vatrogasna društva – uključuju se u slučaju požara ili elementarnih nepogoda
- Hrvatski crveni križ – njegovi članovi su spremni na pružanje prve pomoći
- Hrvatski Caritas
- ljubitelji prirode – vode brigu o obilježavanju turističkih staza, održavanje spomenika i sl.
- društva, udruge i humanitarne organizacije – posvećene pomaganju invalidima ili socijalno slabijih osoba
- različite organizacije za rad s djecom i mladima
- različite udruge za šport – dobrovoljci prvenstveno rade kao treneri
- udruge za zaštitu prirode.

## Ostali primjeri organizacija i projekta na temelju dobrovoljnih aktivnosti
- Amnesty International
- Debian
- KDE
- LibreOffice
- Linux
- Wikipedija

## Unutarnje poveznice
- Volonteri Ujedinjenih naroda
- Međunarodni dan volontera
- Socijalna samoposluga
- Pro bono